# Los Tamara
Los Tamara fue una banda de pop formada en Noia (La Coruña, España), que fue enormemente popular en los años 60 y 70, haciendo una nueva forma de música popular gallega, incluyendo nuevas influencias del Soul y el Rock, arreglos audaces y muchas letras en gallego, incluyendo poemas de los grandes escritores de la lengua gallega.

## Historia
La banda fue formada en 1958 por Manolo Paz, conocido por popularmente como "Manolito Paz". Prudencio Romo, su hermano Alberte, Manolo Paz, Xosé Sarmiento (guitarra y clarinete), Germán Olariaga (Violinista y cantante), y Enrique Paisal, aprovechando unas vacaciones de Semana Santa. En 1961 se les unió el que sería su líder carismático: el cantante coruñés Pucho Boedo.  Este grupo fue el primero de España en ir al teatro a París. También recorrieron diferentes países del mundo. 
En palabras de Prudencio: 

"Los Tamara se formaron para poder salir de España y poder trabajar en el extranjero, ya que antes el trabajo en España era bastante limitado. Había que parar toda la cuaresma y no era posible que los músicos trabajasen. Durante la semana santa en aquellos días no se tocaba más que música religiosa en las emisoras de radio y todo eso. No había bailes, no había fiestas, razón por la cual los músicos se quedaban sin trabajo; para evitar esto, decidimos formar un grupo que pudiese tocar todo el año, y la solución era marcharse al extranjero".

La historia del nombre fue desvelada en una entrevista en los años 1960: 

"Era el momento en que se llevaban muchos nombres americanos y nosotros estábamos dudando. Pero el alcalde de Noya, Manolo Ons, nos dijo: ¿Por que no buscáis un nombre gallego para vuestro conjunto?".

Y de ahí vino el nombre, antigua denominación del río Tambre, el río que pasa por Noia. El nombre lo recordaba Prudencio Romo de cuando cursaba estudios en el Instituto de Noia (situado donde hoy están los juzgados). Allí había un mapa antiguo de Galicia. En él aparecía el río Tambre, pero allí no ponía río Tambre, sino río Tamara. Prudencio le preguntó a uno de sus profesores a qué era debido, y este le explicó que antiguamente se llamaba así porque atravesaba territorios de los antiguos Condes de Trastamara (aunque el origen del nombre es anterior, el río ya se llamaba así en época romana).
Tras unos comienzos locales y una primera actuación en televisión en 1958, comenzaron una gira que los llevó por todo el Magreb: Tocaron en el casino de Marrakech, en el Negresco y también en el Casino en Casablanca así como en Tánger en 1959 y en Orán en 1960. Tuvieron que abandonar esta gira repentinamente en Argelia, cuando comenzó la Guerra de la Independencia, de donde tuvieron que salir en un avión de la Cruz Roja que iba a Marsella. Diversos viajes les llevaron ante el Olympia de París en donde actuaron durante dos meses en 1960, hazaña inédita en un grupo peninsular. El carismático cantante Pucho Boedo entró en el grupo de casualidad en el año 1961. Estando en Francia, el cantante que tenían hasta entonces, Germán, que también era de Noia (al igual que Prudencio) se enamoró perdidamente y marchó con una chica para Córcega de la noche a la mañana, abandonando el grupo. Entonces Prudencio llamó a su amigo Pucho, que se encontraba en Madrid (en concreto en el salón de té Casablanca), para ver si él podía ayudarles. Fue entonces cuando Pucho se unió al grupo.
Grabaron su primer EP en 1962 con el sello francés Bel-Air. En el 64 cantaron por primera vez en gallego Galicia, terra nosa, iniciando un estilo popular enraizado en la música y, sobre todo, en la poesía gallega, que les daría grandes éxitos en los setenta, junto con sus versiones de los temas más dispares, desde Aznavour, Mikis Theodorakis y su Zorba el griego, Otis Redding, hasta James Brown y su I Got You (I Feel Good), que ellos publicaron en sencillo con el título de Soy muy feliz en la cara B del famoso tema A Santiago voy (1967) , e incluso el clásico popular griego Misirlou, del que en 1994 Quentin Tarantino incluyó la versión de Dick Dale en su película Pulp Fiction. 
Paco Montero entró a formar parte de la banda en 1975, y a partir de 1976 sustituyó a Pucho como cantante, continuando con el grupo con una nueva formación y grabando varios LP (uno de ellos acompañado por el propio Pucho). 
Los integrantes originales sólo se reunirán ya tras la muerte de Pucho, para grabar en 1990 el disco homenaje: Carta A Un Amigo con Sito Sedes a la voz. A iniciativa del IGAEM, volvieron con esta formación en 2002 con el CD Agora é Sempre

## Discos

### Sencillos
- El amor / Galicia terra nosa 7" ZAFIRO 64
- Tú me haces mal / Pecadora 7" ZAFIRO 65
- Venecia sin ti / Con el corazón 7" ZAFIRO 65
- Muñeca rota / La primera vez 7" ZAFIRO 65
- Zorba el griego / El mundo 7" ZAFIRO 65
- La otra madre / Misirlou 7" ZAFIRO 65
- La vida es así / A la buena de Dios 7" ZAFIRO 66
- A Santiago voy / Soy muy feliz 7" ZAFIRO 67
- Pastores cantaille a´o neno / Os anxeliños do ceo 7" ZAFIRO 67
- Estoy de Rodríguez / Perdona 7" ZAFIRO 67
- El hombre del tiempo / El afilador 7" ZAFIRO 68
- Mi tierra gallega / Aves del prado 7" ZAFIRO 68
- Puerto de Compostela / Emigrado 7" ZAFIRO 69
- Bahía de Montego / Esa luna plateada 7" ZAFIRO 71
- As tres cousas / A sardiñada 7" Marbella 72
- Me gusta el flamenco / Los muchachos 7" MARFER 72
- Luna caprese / Volverá 7" MARFER 76
- De Santiago vengo / Toda una vida. 7" MARFER 77

### EP
- Esperanza (Bel Air, 1962)
- El Chipi-chipi (Bel Air, 1962)
- Twist, twist (Bel Air, 1962)
- Volver a ti (Bel Air, 1963)
- Todo ya pasó (Bel Air, 1963)
- Alla, Alla, Galicia terra nosa / El amor, Mashed potato time (Zafiro, 1964)
- La mamma, Chin-chin, Si yo tuviera un martillo, América (Zafiro, 1964)
- Y por tanto (Zafiro, 1964)
- Venecia sin ti (Zafiro, 1965)
- Tú me haces mal (Zafiro, 1965)
- Zorba el griego (Zafiro, 1965)
- Gracias, gracias (Zafiro, 1966)
- Yo escuché el mar (Zafiro, 1967)
- "La caracola de marzo"( Zafiro, 1967)

### LP
- Na fermosa Galicia (Zafiro, 1970)
- Galicia terra verde (Marfer, 1974), con poemas de Rosalía, Curros y Celso Emilio Ferreiro
- Homenaxe a Pucho Boedo. Galicia terra nosa (Ruada, 1980)

### CD
- Carta A Un Amigo (1990)
- 14 éxitos de d´oro (Doblón, 1991)
- Agora é Sempre (Igaem 2002)
- Todos sus EP’s 1962-1967 (Rama Lama, Recopilatorio publicado en 2004)

1. Y por último. ... para acabar...

- El gallo del corral ( fecha anónima)

## Integrantes
- German Olariaga, voz 1958-61
- Pucho Boedo, voz 1961-76
- Paco Montero, voz 1976-80
- José Sarmiento, saxo
- Manolo Paz
- Enrique Paisal Rego, teclados
- Antonio Vázquez, saxos
- Prudencio Romo, guitarra
- Alberte Romo, guitarra
- Quique Alvarado, bajo
- Antonio Cruz, batería
- Manuel Graña,(Aio),guitarra
- Modesto Bermúdez (Ras), 1973-76
- Sito Sedes, voz 1990,2002

Artículo traducido de la Galipedia.